# 김명도
김명도(1935년~2014년)는 개혁주의 목회자로 튤립선교회를 통해 칼빈주의적 가르침을 평생을 통해 전파하고 가르쳤다. 신학자인 장상선 목사에게 많은 신앙적 영향을 받았다. 아호는 혜원이다.

## 학력
- 연세대학교 영문학과 졸업, BA (서울)
- Philadelphia Westminster Theological Seminary 웨스트민스터 신학교  M.Div. (신학)
- Westminster Th.M. (신약)
- Westminster D.Min.(변증학)

## 경력 (역임)
- 유엔군 총사령부 방송 (VUNC), 순회 기자 (roving reporter) 3년
- Westminster 신학교 교장 자문위원 4년 (Philadelphia, PA)
- Westminster 신학교 한인 목회자 연장교육 기획 및 통역 4년 (Philadelphia, PA)
- Westminster 신학교 구약교수진 순회구약세미나 (Streams from Scripture) 지정통역 4년 (Philadelphia, PA)
- Westminster 신학교 한인 동창회 제3대 및 제4대 회장 (Philadelphia, PA)
- Philadelphia ? Municipal Court 법정통역 4년간
- Philadelphia 한인 성서연구원 (KITE) 원장 11년
- Philadelphia 신일장로교회, 한인 개혁 장로교회, 실로암 장로교회 목회 22년간
- Philadelphia 기독교 방송국 상앙상담 "CBS 삼담" 10년간 진행
- Radio Korea 선교방송위원장 5년 (Los Angeles)
- 미주 크리스챤 신문 “신앙상담” 컬럼 담당 5년간 (Los Angeles)
- 북미주 장로교단 및 개혁교단 협의회 (NAPARC) 회장
- 웨스트민스터 상앙고백서 제정 350주년 기념 국제 학술대회 사회자 (영국 London)
- School District of Philadelphia 영어 교사 (Philadelphia, Pennsylvania) 7년
- 미주 한인 예수교 장로회 총회 총무 10년간
- 개혁장로회 신학교 학감 4년간(RPS,Los Angeles)
- 변증학, 개혁주의 신조학, 기독교철학, 문화사, 이단종파, 신약학, 미주 장로교회사 교수 (뉴욕개혁신학교, 워싱톤개혁신학교, 필라델피아 선교신학대학, 개혁장로회신학교 (Los Angeles), 개혁장로신학교 (Chicago) 개혁 훼이스신학교 (Sao Paulo, Brazil), 남미 개혁신학교 (Asuncion, Paraguay), 개혁장로회신학교 (Buenos Aires, Argentine), 개혁장로회신학교 (Moscow, Russia) 등지에서) 1981년부터 오늘까지 신학의 현장을 지켜오고 있음.
- 미국 개혁신학교(ARCS) 교장 4년(Los Angeles)
- 미주 이단 대책 연구회 지도위원
- 미국 Los Angeles 소재 동부 평강교회 영어 목회자

- 튤립 교육 선교회(TTM) 설립 회장 (Los Angeles)
- 튤립 신학 연구원(TTM) 설립 원장 (Los Angeles)
- 미국 칼빈신학대학(CTS) 및 국제개혁대학(IRUS)에서 변증학 교수 (Los Angeles)
- 미국 Los Angeles 소재 칼빈 신학교 대학원 원장
- 이단종파 및 뉴에이지 운동 퇴치 순회 세미나 인도(이중언어)
- 선교회 홈페이지 http://www.tulipministries.com 운영
- <월간 튤립신학> 회지 발행 편집 및 발행
- 나성 언약장로교회 담임 목사

## 같이 보기
- 장상선 (목사)
- 장 칼뱅
- 울리히 츠빙글리
- 개혁신학
- 언약신학
- 칼뱅주의
- 한국의 신학자 목록